# Critique de la faculté de juger
 (juin 2025).
Si vous disposez d'ouvrages ou d'articles de référence ou si vous connaissez des sites web de qualité traitant du thème abordé ici, merci de compléter l'article en donnant les références utiles à sa vérifiabilité et en les liant à la section « Notes et références ».
 (juin 2025).
La mise en forme du texte ne suit pas les recommandations de Wikipédia : il faut le « wikifier ».
Les points d'amélioration suivants sont les cas les plus fréquents. Le détail des points à revoir est peut-être précisé sur la page de discussion.
- Les titres sont pré-formatés par le logiciel. Ils ne sont ni en capitales, ni en gras.
- Le texte ne doit pas être écrit en capitales (les noms de famille non plus), ni en gras, ni en italique, ni en « petit »…
- Le gras n'est utilisé que pour surligner le titre de l'article dans l'introduction, une seule fois.
- L'italique est rarement utilisé : mots en langue étrangère, titres d'œuvres, noms de bateaux, etc.
- Les citations ne sont pas en italique mais en corps de texte normal. Elles sont entourées par des guillemets français : « et ».
- Les listes à puces sont à éviter, des paragraphes rédigés étant largement préférés. Les tableaux sont à réserver à la présentation de données structurées (résultats, etc.).
- Les appels de note de bas de page (petits chiffres en exposant, introduits par l'outil «  Source ») sont à placer entre la fin de phrase et le point final[comme ça].
- Les liens internes (vers d'autres articles de Wikipédia) sont à choisir avec parcimonie. Créez des liens vers des articles approfondissant le sujet. Les termes génériques sans rapport avec le sujet sont à éviter, ainsi que les répétitions de liens vers un même terme.
- Les liens externes sont à placer uniquement dans une section « Liens externes », à la fin de l'article. Ces liens sont à choisir avec parcimonie suivant les règles définies. Si un lien sert de source à l'article, son insertion dans le texte est à faire par les notes de bas de page.
- La présentation des références doit suivre les conventions bibliographiques. Il est recommandé d'utiliser les modèles {{Ouvrage}}, {{Chapitre}}, {{Article}}, {{Lien web}} et/ou {{Bibliographie}}. Le mode d'édition visuel peut mettre en forme automatiquement les références.
- Insérer une infobox (cadre d'informations à droite) n'est pas obligatoire pour parachever la mise en page.

Pour une aide détaillée, merci de consulter Aide:Wikification.
Si vous pensez que ces points ont été résolus, vous pouvez retirer ce bandeau et améliorer la mise en forme d'un autre article.
Critique de la faculté de juger ou Critique du jugement (allemand : Kritik der Urteilskraft) est un ouvrage philosophique d'Emmanuel Kant, publié en 1790. On considère en général cet ouvrage comme la troisième grande œuvre de Kant, après la Critique de la raison pure et la Critique de la raison pratique, et comme une œuvre fondamentale de l'esthétique moderne.
Dans cet ouvrage, Kant tente de compléter son système philosophique et de créer un lien entre ses deux premières critiques. Il s'agit de jeter un pont par-dessus l'abîme creusé entre l'usage théorique de la raison, qui est au fondement de la connaissance de la nature (Critique de la raison pure), et l'usage pratique de la raison, qui commande toute action morale (Critique de la raison pratique).
La première partie est consacrée à une esthétique (analyse du jugement esthétique), la deuxième partie à une téléologie (analyse de la place de la nature).
C'est dans cet ouvrage que Kant expose sa distinction entre jugement déterminant et jugement réfléchissant. Il y a en fait trois problématiques principales dans cet ouvrage, qui semblent, à première vue, hétérogènes : d'une part le jugement de goût, réflexion qui part d'une critique de l'esthétique telle qu'envisagée par Baumgarten, qui voulait en faire une science rationnelle; d'autre part une réflexion sur les êtres organisés ou l'individualité biologique ; enfin une interrogation sur la finalité ou systématicité de la nature Selon Alain Renaut, qui reprend ainsi une thèse d'Alfred Bäumler de 1923, le point de rencontre entre la problématique de la beauté et des êtres organisés, c'est la question de l'irrationnel. La querelle du panthéisme (ou du spinozisme), qui oppose à partir de 1775 Mendelssohn et Jacobi autour des conséquences du rationalisme des Lumières, forme l'arrière-fond de la troisième Critique.
Dans l’introduction il souligne que la faculté de juger est la capacité de subsumer[Quoi ?] le particulier sous l’universel contrairement à la raison pure qui, elle, détermine le particulier par l’universel. La faculté de juger est la médiation entre la raison pure théorique, qui s’occupe des lois de la nature (Critique de la raison pure) et la raison pure pratique qui s’occupe des lois de la liberté (Critique de la raison pratique). Selon lui les deux raisons se fondent sur des principes a priori ainsi il doit en être de même pour la faculté de juger. On pourrait résumer la Critique ainsi : des jugements esthétiques a priori sont-ils possibles ? Problème la faculté de juger ne produit ni concepts, ni idées car elle repose sur le sentiment du plaisir et du déplaisir. Le sentiment du plaisir sur lequel s’appuie la faculté de juger ne procure aucune connaissance, elle peut au mieux être une information mais certainement pas une donnée qui accroît mon savoir — je ne suis pas plus intelligent si je sais que je suis triste. « Connaître quelque chose avec plaisir, n’est pas une simple relation de la représentation à l’objet, mais une capacité du sujet à éprouver quelque chose : ce sens ne contribue en rien à la connaissance des objets. » La nature, les lois empiriques comme dirait Kant, repose sur des « principes constants » et « une finalité inscrite en elle » on doit donc en présupposer des lois transcendentales, Kant parle de « supposition subjectivement nécessaire », ce qui permet de considérer l’hétérogénéité des formes dans la nature comme un véritable système étudiable et non plus comme un simple « agrégat brut ». Cette obsession du système, cette maladie de l’architechtonisme, sera raillée par Schopenhauer dans sa Critique de la philosophie kantienne. « Toutes ces formules qui sont en vogue : “la nature prend la voie la plus courte“ ; “elle ne fait rien en vain“ ; “elle est riche en espèces mais en même temps économe en genres“ ne sont rien d’autre que la façon même que la faculté de juger a de se manifester transcendantalement en se donnant un principe pour constituer l’expérience comme un système et par conséquent pour satisfaire son propre besoin. Ni l’entendement ni la raison ne peuvent fonder a priori une telle loi de la nature. Car, que la nature, dans ses lois simplement formelles se règle sur notre entendement, cela se perçoit aisément, mais vis-à-vis des lois particulières, de leur diversité et de leur hétérogénéité, elle est libre de toutes les limitations de notre pouvoir de connaître dans sa dimension législatrice, et ce qui fonde ce principe, c’est une simple supposition de la faculté de juger, en vue de son propre usage pour, dans chaque cas, s’élever du particulier empirique, mais plus général, cela en vue de procéder à l’unification de lois empiriques. On ne peut pas davantage mettre un tel principe au compte de l’expérience, dans la mesure où c’est seulement en le supposant qu’il est possible d’organiser systématiquement les expériences. »
La faculté de juger est soit réfléchissante, soit déterminante et c’est la première qui permet à la faculté de juger de s’approprier les concepts bien qu’elle en soit dépourvue intrinsèquement et qu’elle n’en produise pas. « La faculté de juger réfléchissante procède donc à l’égard de phénomènes donnés, pour les ramener sous des concepts empiriques de choses naturelles déterminées […] sur le mode de l’art, en se conformant au principe universel, mais en même temps indéterminé, d’un agencement finalisé de la nature en un système ». Tout ceci permet à Kant de faire une distinction typique de son époque entre la technique, ou mécanique, et l’art car c’est la faculté de juger qui permet d’apercevoir ou de supposer la finalité dans les choses. Quand dans un objet la finalité est subjective c’est un jugement esthétique (un tableau par exemple), quand la finalité est objective on parle de fin naturelle (un levier par exemple) et la fin objective de la nature est la téléologie. Ce dernier est le seul à être un jugement de connaissance d’où son attrait et son importance depuis Aristote en passant par les différentes religions et courants métaphysico-spirituels. Kant déclare : « ce n’est qu’à propos des produits de l’art que nous pouvons prendre conscience de la causalité de la raison à l’endroit d’objets qui, pour cela sont désignés comme finalisés ou comme des fins, et c’est vis-à-vis de ces objets que dire de la raison qu’elle est technique se trouve conforme à l’expérience de la causalité de notre propre pouvoir. »
L’esthétique s’occupe de la sensibilité ainsi un jugement esthétique ne peut être objectif. « Par la dénomination de jugement esthétique énoncé sur un objet on indique donc aussitôt qu’une représentation donnée est certes rapportée à un objet, mais que, dans le jugement, ce n’est pas la détermination de l’objet que l’on entend : c’est au contraire celle du sujet [celui qui émet le jugement] et de son sentiment. » même si intrinsèquement tout jugement est opéré par l’entendement — donc une fonction objective. Ainsi pour Kant le jugement esthétique est un jugement fondé sur le sentiment du plaisir ou du déplaisir. Cependant ces sentiments réclament d’être ressentis et non pas compris. « La question se pose de savoir si le pouvoir esthétique juge par l’intermédiaire du sentiment de plaisir ou si c’est sur ce plaisir qu’il porte ses jugements. »

## Fonction du concept de finalité
Le sentiment de plaisir ou de déplaisir est l’intermédiaire entre la faculté de connaître (Erkenntnisvermögen) et la faculté de désirer (Begehrungsvermögen) et le principe qui sert de liaison est la finalité (Zweckmäßigkeit). C’est donc lui qui sera la solution à la dichotomie de l’esprit humain (théorie et morale).

## Finalité et esthétique
Celle-ci se montre d’une part dans le jugement esthétique (Ire partie) et d’autre part dans le jugement téléologique qui détermine le rapport entre l’homme et la nature (IIe partie). Dans les deux cas la faculté de juger n’est pas déterminante comme dans le cas de la raison théorique où un concept déterminé (par exemple, « Socrate ») est subsumé sous un concept (« mortel ») à l'aide d'une règle (« Tous les hommes sont mortels »). Elle est réfléchissante c’est-à-dire qu’on déduit le concept général à partir du particulier. 
La détermination de l’esthétique est un processus cognitif subjectif dans lequel on attribue le prédicat « beau » ou « laid » à un objet.  Ces jugements de goût doivent être indépendants de l’intérêt de celui qui l’émet. De plus ils doivent être subjectifs et donc ne pas être soumis à un concept. En outre ce jugement doit prétendre être universel et être nécessaire. Tout comme dans le domaine éthique ou théorique, Kant s’intéresse aux conditions de possibilités du jugement et met de côté la détermination matérielle du Beau. 
Contrairement au Beau le sublime n’est pas lié à un objet ou à sa forme. Aussi bien le Beau que le sublime plaisent par eux-mêmes. Mais le sublime ne produit pas de sentiment de plaisir mais d’admiration et de respect. Le sublime n’est pas possible dans les arts selon Kant, celui-ci est tout au plus une mauvaise imitation du sublime dans la nature.

## Finalité et nature
Kant considère ensuite la finalité inscrite dans la nature elle-même. La fin n’est pas une propriété des objets en eux-mêmes : elle est pensée par nous et organise les phénomènes. Tout comme la liberté dans la Critique de la raison pratique, la fin est une idée régulatrice. La théorie mécaniste du vivant ne nous permet pas d'expliquer la structure du vivant et le fait que les phénomènes de la nature obéissent à un projet.

## Le « libre jeu des facultés »
Pour Kant, le beau ne peut être assimilé à l'utile ou à l'agréable : quand on contemple une belle œuvre d'art, les facultés comme l'entendement ou l'imagination ne sont pas ordonnées à une fin cognitive, c'est-à-dire qu'elles ne sont pas mobilisées pour acquérir quelque connaissance, ou quelque plaisir à partir de l'œuvre en présence. Les facultés sont alors en « libre jeu » : elles s'accordent entre elles, elles se stimulent l'une l'autre, ne sont en aucun cas subordonnées l'une à l'autre. De ce libre jeu vient la satisfaction esthétique.